# أنجيلا واتسون
أنجيلا واتسون (بالإنجليزية: Angela Watson)‏ مواليد 12 نوفمبر 1975 في إلينوي، الولايات المتحدة، هي ممثلة أمريكية.

## وصلات خارجية
- أنجيلا واتسون على موقع IMDb (الإنجليزية)
- أنجيلا واتسون على موقع ألو سيني (الفرنسية)
- أنجيلا واتسون على موقع أول موفي (الإنجليزية)
- أنجيلا واتسون على موقع إن إن دي بي (الإنجليزية)
- أنجيلا واتسون على موقع كينوبويسك (الروسية)